# 安氏克奈魚
安氏克奈魚為輻鰭魚綱鼠鱚目尼羅魚科的其中一種，分布於非洲剛果河流域，體長可達8公分，棲息在中底層水域，可做為食用魚。